# Radu Stroe
Radu Stroe (ur. 31 sierpnia 1949 w Osoi, zm. 12 czerwca 2025) – rumuński polityk i inżynier, deputowany i senator, minister w kilku gabinetach.

## Życiorys
W 1971 ukończył studia w Institutul de Marina Civila w Konstancy, w 1981 został absolwentem wydziału prawa Uniwersytetu Bukareszteńskiego. Pracował jako oficer marynarki handlowej, był też inżynierem w departamencie transportu morskiego w ministerstwie transportu i telekomunikacji, a w drugiej połowie lat 80. głównym inżynierem w instytucji zajmującej się planowaną budową kanału Dunaj-Bukareszt. Należał do Rumuńskiej Partii Komunistycznej i jej organizacji młodzieżowej UTC.
W 1990 wstąpił do Partii Narodowo-Liberalnej. W latach 1991–1997 pracował na kierowniczych stanowiskach w ministerstwie transportu – kolejno jako dyrektor generalny, doradca ministra i główny inżynier w resorcie. Następnie do 1998 pełnił funkcję zastępcy sekretarza generalnego rządu, po czym do 2000 był sekretarzem generalnym rządu. W 2000 z ramienia liberałów uzyskał mandat posła do Izby Deputowanych, w następnej kadencji (2004–2008) był członkiem Senatu. W maju 2006 powołany na ministra delegowanego do spraw koordynacji sekretariatu generalnego rządu w gabinecie Călina Popescu-Tăriceanu, urząd ten sprawował do kwietnia 2007.
W latach 2009–2011 był sekretarzem generalnym PNL, a od 2009 do 2010 dyrektorem w firmie konsultingowej. W 2010 powrócił do Izby Deputowanych, mandat utrzymał następnie w 2012, zasiadając w rumuńskim parlamencie do 2016. W sierpniu 2012 dołączył do rządu Victora Ponty jako minister delegowany do spraw administracji. W grudniu tegoż roku w jego drugim gabinecie objął stanowisko ministra spraw wewnętrznych. Zakończył urzędowanie w styczniu 2014; podał się do dymisji po tym, jak jego resort skrytykowano za zbyt wolną akcję ratunkową po katastrofie samolotu w Górach Zachodniorumuńskich. W kwietniu tegoż roku wykluczono go z PNL. Był potem związany z Narodowym Związkiem na rzecz Rozwoju Rumunii i Partią Socjaldemokratyczną.

## Odznaczenia
- Order Gwiazdy Rumunii IV klasy[1]